# Balthazar Richard
Balthazar Richard   (Mons, 1600 - 1660) fou un compositor i trompetista alemany del barroc.
Un document de 1660 certifica a Balthazar Richard, com un soci de quaranta anys afiliat a la banda judicial de Brussel·les de la regent Isabel d'Àustria. Probablement Richard va compondre molt, però poques de les seves obres han resistit la prova del temps. La biblioteca del rei portuguès Joan IV, destruïda durant el terratrèmol de Lisboa de 1755, tenia nombrosos manuscrits i gravats de Richards. El 1631 la seva "Litaniae beatissimae Mariae Virginis Laurentanae" va ser impresa per Petrus Phalesius a Anvers. En una llista que pertanyia al contemporani i compositor Jean Raymond Tichon, també hi havia una missa de disset parts i una vintena d'altres obres. El còdex conté entre altres coses una canzona per a violí, zinc i Bc.
El nom de Richards s'associa a un escàndol en què el 1657, el seu alumne Jean Corbisier, va publicar el lloc de "Maitre de Chant" a l'església "Notre-Dame du Sablon" per Frau constitutiu. L'assumpte va continuar ocupant els tribunals fins després del 1660.
Probablement va morir a Brussel·les l'any 1660.